# Eumelea sanguinifusa
Eumelea sanguinifusa là một loài bướm đêm trong họ Geometridae.